# Max Näther
Max Näther (Tepliwoda, 24 agosto 1899 – Kolmar, 8 gennaio 1919) è stato un militare e aviatore tedesco, asso dell'aviazione durante la prima guerra mondiale accreditato di 26 vittorie aeree.

## Biografia
Max Näther nasce il 24 agosto 1899 a Tepliwoda, nell'allora provincia prussiana della Slesia (oggi Ciepłowody in Polonia).
Si arruola nell'esercito tedesco nel 1914 all'età di 15 anni. Viene ferito due volte prima di essere nominato come Leutnant de Reserve l'11 agosto 1916, poco prima del suo 17º compleanno. Durante questo periodo viene insignito con sia con la seconda classe della croce di ferro che con la prima, quest'ultima ottenuta il 1º febbraio 1916. Nell'estate del 1917 si offre volontario per il trasferimento al reparto aereo, la Luftstreitkräfte.

### Il servizio presso l'aviazione
Näther inizia la sua formazione di base da pilota a Bucarest, dopodiché viene inviato presso il Fliegerersatz-Abteilung (FEA) 7 a Brunswick per proseguire il suo addestramento. La sua formazione si conclude presso la Jastaschule I a Valenciennes, in Francia.
Dopo aver conseguito il brevetto da pilota, Max Näther viene assegnato alla Jagdstaffel 62 nel marzo del 1918 dove vola a bordo di un Albatros D.Va tutto dipinto di nero e con un'insegna personale rappresentante la bandiera nazionale tedesca svolazzante al vento su fondo quadrato bianco dipinta sul lato della fusoliera a poppa della cabina di guida.
Näther ottiene la sua prima vittoria aerea il 16 maggio 1918 abbattendo uno SPAD S.XIII. Nel mese di giugno poi ottiene una serie di sei vittorie tutte ottenute per l'abbattimento di palloni da osservazione nemici. Questi tipi di attacchi erano molto pericolosi in quanto questo tipo di aerostati venivano difesi con batterie anti-aerei e da pattuglie di aerei da combattimento.
Nel mese di luglio ottiene altre quattro vittorie aeree, una per l'abbattimento di un Sopwith Dolphin e tre per l'abbattimento di SPAD S.XIII. Il 7 luglio, poco prima del suo 19º compleanno, viene nominato Staffelführer (comandante) della Jagdstaffel 62. Max Näther passò il mese di agosto in vacanza, probabilmente in attesa di ricevere i nuovi aerei Fokker D.VII.
Ottiene altre sei vittorie aeree nel mese di settembre, due delle quali per l'abbattimento di palloni da osservazione. Particolarmente notevole è stato il 26 settembre, giorno in cui distrugge uno SPAD S.XIII al mattino e un pallone ed un altro SPAD S.XIII a metà pomeriggio. 
Il giorno seguente, durante una missione aerea, Näther viene leggermente ferito.
Anche nel mese di ottobre Max Näther ottiene altre importanti vittorie aeree, in particolare quella del 23 ottobre per l'abbattimento del suo decimo pallone da osservazione. Al rientro da questa missione però Näther viene abbattuto sotto i colpi di Jacques Swaab, ma sopravvisse a tale catastrofe.
Le sue ultime tre vittorie aeree sono state ottenute il 29 ottobre, giorno in cui viene nominato per l'assegnazione della più prestigiosa onorificenza prussiana, il Pour le Mérite. Nonostante ciò non ricevette mai questa onorificenza a causa dell'abdicazione del Kaiser avvenuta il 9 novembre.
Le vittorie aeree complessive ottenute da Näther ammontano a 26 trionfi, contribuendo per ben oltre la metà alle vittorie finali accreditate alla sua Jagdstaffel.

### La morte
Sopravvissuto alle vicissitudini della prima guerra mondiale, Max Näther viene ucciso nella guerra di confine con la Polonia che ha seguito la fine della guerra. L'8 gennaio viene abbattuto infatti dal fuoco di terra mentre sorvola Kolmar (oggi Chodzież, Polonia), giorno in cui la città viene conquistata dai rivoluzionari polacchi.